# تپه قوم باشی
تپه قوم باشی مربوط به هزاره اول اورارتویی است و در شهرستان ورزقان، بخش مرکزی، دهستان سینا، چسبیده به ضلع غربی روستای وردین واقع شده و این اثر در تاریخ ۸ بهمن ۱۳۸۵ با شمارهٔ ثبت ۱۶۹۸۵ به‌عنوان یکی از آثار ملی ایران به ثبت رسیده است.